# Godenstedt
Godenstedt (niederdeutsch Godenst) ist ein Ortsteil der zur Samtgemeinde Selsingen gehörigen Gemeinde Seedorf im Landkreis Rotenburg (Wümme) in Niedersachsen.

## Geografie

### Lage
Godenstedt befindet sich Nahe dem südlichen Rand des Elbe-Weser-Dreiecks und liegt etwa 3 km südlich von Seedorf und rund 5 km südlich von Selsingen, 3,5 km westlich des Zevener Ortsteils Brauel, etwa 3 km nördlich von Bademühlen und etwa 4 km östlich von Rockstedt. Godenstedt liegt am Rande der Samtgemeinde Selsingen und grenzt im Süden und Osten an die Gemeinde Zeven.

### Gewässer
Durch Godenstedt fließen die Oste und die Twiste, die im Ortsgebiet in die Oste mündet.

### Größe und Flächenaufteilung
Godenstedt besitzt eine Fläche von 364 ha bzw. 3,64 km² aufgeteilt in etwa 63 ha landwirtschaftliche Nutzfläche und 180 ha Waldfläche.

## Geschichte
Erste Besiedelungen Godenstedts gehen auf die Jungsteinzeit zurück. Im Ortsgebiet wurden verschiedene steinzeitliche Grabanlagen und Arbeitsgeräte gefunden.
1500 bestand der damals Gudenße genannte Ort aus fünf Bauernhöfen. Gegen Ende des 19. Jahrhunderts wurde in Godenstedt, nahe der Oste, ein großes Kalkmergel-Vorkommen entdeckt, dessen Abbau bis zu Beginn des Ersten Weltkrieges im Jahr 1914 stattfand und durch verschiedene Innovationen der Infrastruktur optimiert wurde. Darunter fällt zum Beispiel die 1906 gebaute Bahnstrecke Bremervörde – Rotenburg, die den Kalkabsatz deutlich verbesserte.
In den 1930er Jahren wurde erneut versucht Kalk abzubauen. Dies wurde jedoch aufgrund unwirtschaftlicher Verhältnisse wieder eingestellt. In den Kalkschichten wurde ein Mammutstoßzahn gefunden, der heute im Landesmuseum ausgestellt wird.
Godenstedt gewann beim Wettbewerb Unser Dorf soll schöner werden die Goldmedaille. 1970 wurde Godenstedt ebenfalls als Bezirkssieger, als Landessieger und im gleichen Jahr als Bundessieger ausgezeichnet.

### Name
Der Name Godenstedt hat seinen Ursprung vermutlich im 12. Jahrhundert von „Johann von Godenhusen“, der 1230 den heutigen Ort Godenstedt als Lehngut der Grafen von Hoya besaß.

## Wirtschaft und Infrastruktur

### Verkehr
Durch Godenstedt verläuft die Kreisstraße 143, die Godenstedt mit Zeven und Rockstedt verbindet. Des Weiteren besteht eine Verbindung mit Seedorf, die hinter der Kaserne Seedorf, die das Fallschirmjägerregiment 31 beherbergt, verläuft.

## = Bauwerke
- Wohn- und Wirtschaftsgebäude Bahnhofstraße 8 von 1886 in Fachwerk mit Satteldach